# Árabe taizzi-adeni
O árabe taizzi-adeni ou árabe taʽizzi-adeni (em árabe: اللهجة الصنعانية) é uma das quatro principais variantes dialetais árabes do Iêmen. Pertencente ao ramo do árabe peninsular, é uma variante formada pelo taizzi, falado em Taiz e partes de Ibb, e pelo adeni, falado em Adem, ambos no sul iemenita.
Embora não possua status oficial de língua oficial, posição esta reservada ao árabe moderno padrão no Iêmen, o árabe taizzi-adeni possui vocabulário próprio e fonologia distinta dos dialetos iemenitas hadhrami, sanani e tihami. Em comum com essas variantes, o taizzi usa o uvular rígido [q] para o clássico qāf (ق). Já o adeni também substitui plosivas dentárias por fricativas dentárias: /θ/ torna-se /t/, /ð/ torna-se /d/,  e os dois enfáticos (clássicos), /ðˤ/ and /ɮˤ/, fundidos em /dˤ/. Também usa /ɡ/ para a letra árabe ǧīm (ج).